# ヴィチナンキ
ヴィチナンキ（[vɨt͡ɕiˈnaŋkʲi]、波: Wycinanki、宇: Vytynanky、ベラルーシ語: Vycinanki）は、ベラルーシ、ポーランド、ウクライナに根付くスラヴ人の切り絵及びその芸術形態である。

## ベラルーシ

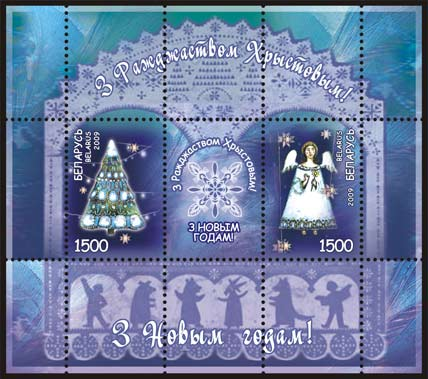
ヴィチナンキから着想を得たベラルーシの切手

「vycinanka」、「vycinanki」、「vyrazanka」、「vystryhanka」と複数の綴り方がある。ヴィアチェスラフ・ドゥビンカは、ベラルーシのフォークアートである鋏を使った切り絵を復興させる鍵となった。国際大会で何度も優勝している彼は独自の技巧で何千枚もの作品を残しており、中にはカレンダー、名刺、メモ帳、葉書等を装飾した物もある。
2024年、ベラルーシのヴィチナンキはユネスコの無形文化遺産に登録された。

## ポーランド

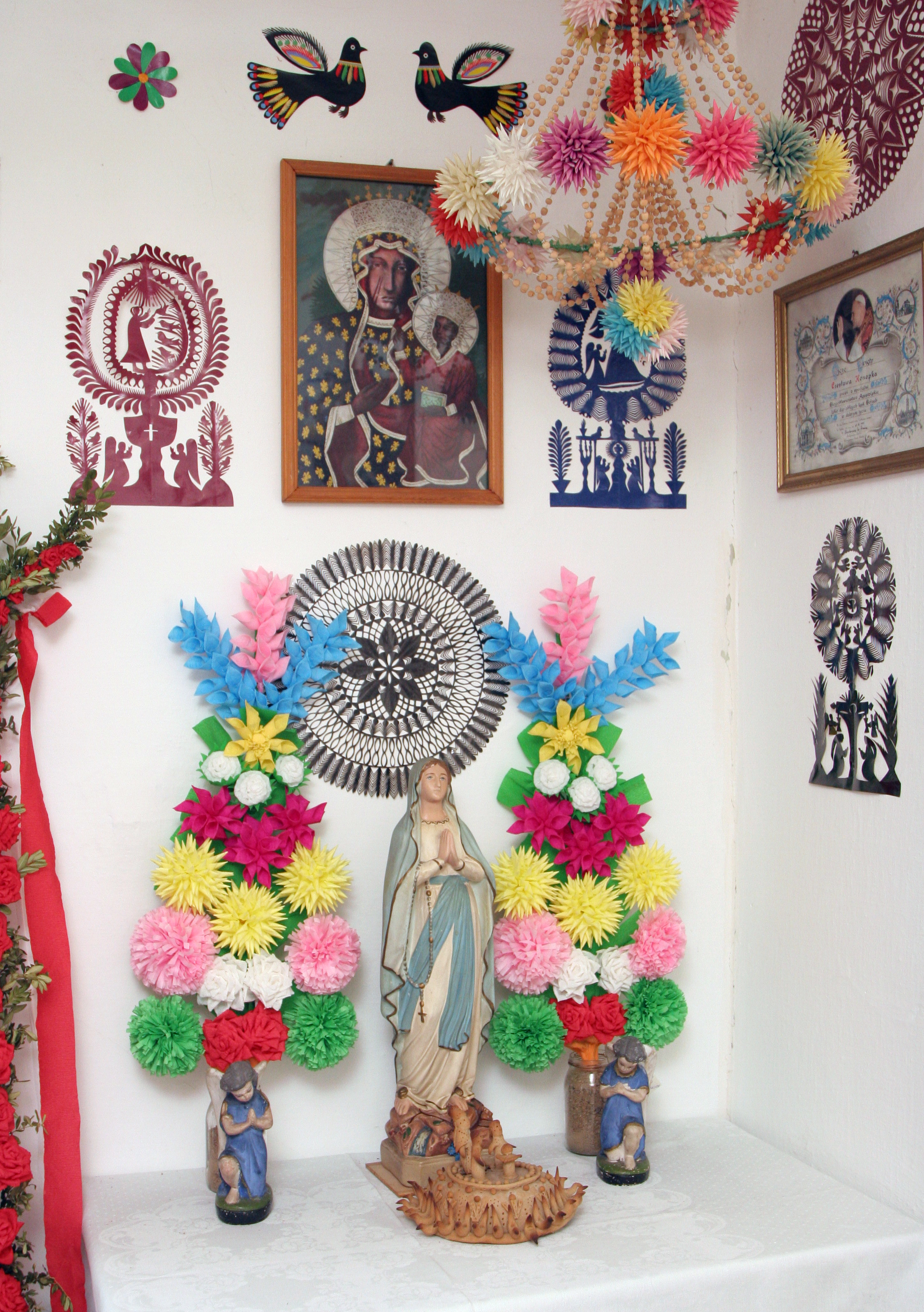
クルピエのヴィチナンキ

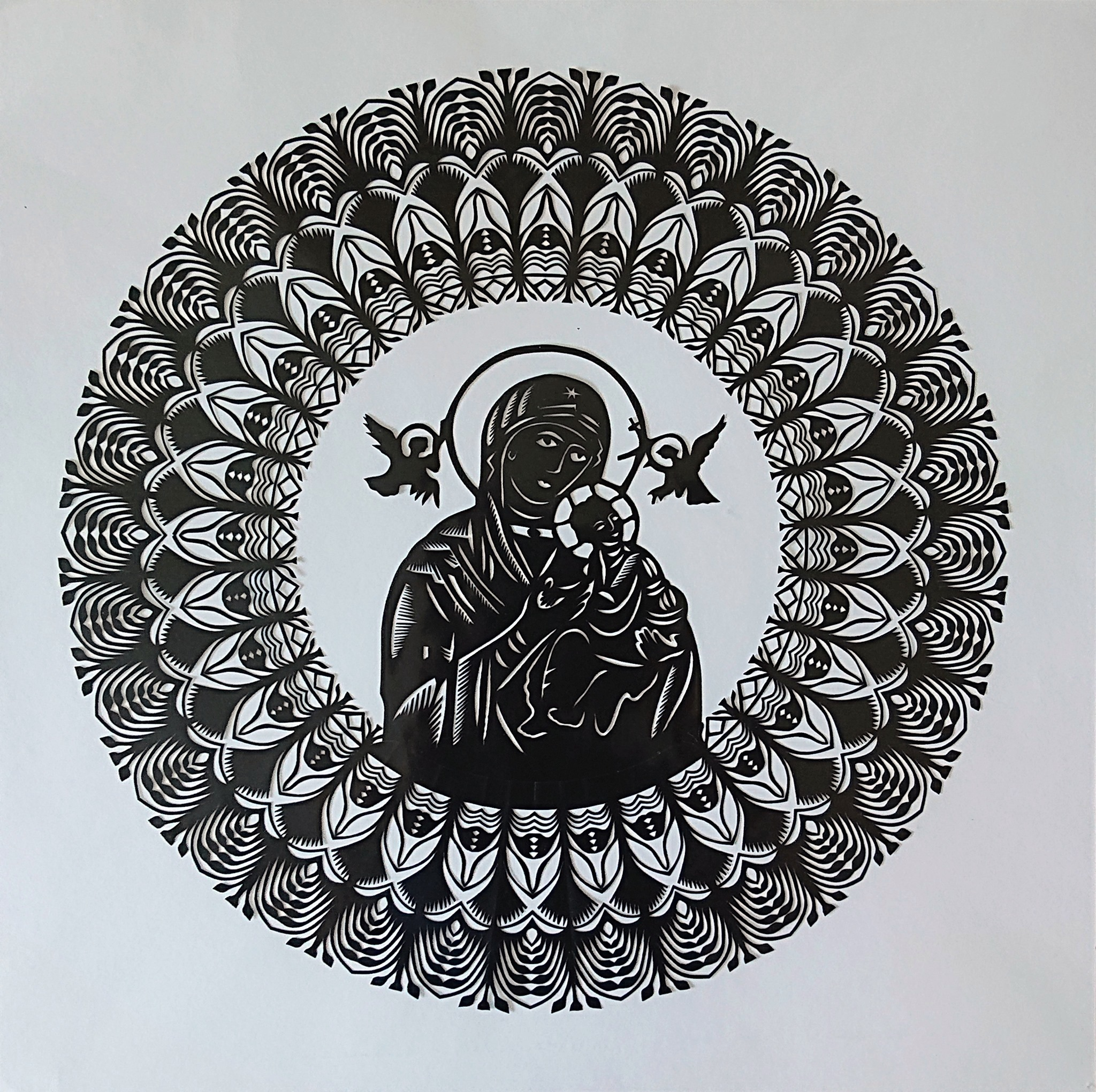
クルピエ地方のウィチナンカ

ポーランドのヴィチナンキは19世紀半ばに人気のフォークアートとなった。
羊飼いが樹皮や皮革から模様を切り抜いた事に起源を発する。色鮮やかなヴィチナンキは家具や屋根の梁にデコレーションとして貼り付けられ、窓に吊るされたり、贈り物として贈られたりした。
形態は地域に応じて変化する。例えば、クルピエで作られたヴィチナンキは一般的に単色だが、ウォヴィチで作られた物は多色である。技法としては、紙の切り取り、切り抜き、パンチ、破る、彫る等の技法や、何層にも重ねて接着する「ナレピアンキ」等がある。
題材にはクジャク、雄鶏、その他の鳥類、円形や星形のメダル、花、そして復活祭やクリスマス等の年中行事が含まれる。幾つかの町や村では、最も美しいヴィチナンキを作る為に競技会が発展した。ポーランドの農村で息抜きに行われていた伝統的な遊びは何世代にも渡って受け継がれ、切り絵がより詳細で複雑になるに連れて、新しいテーマや発想が生まれて行った。

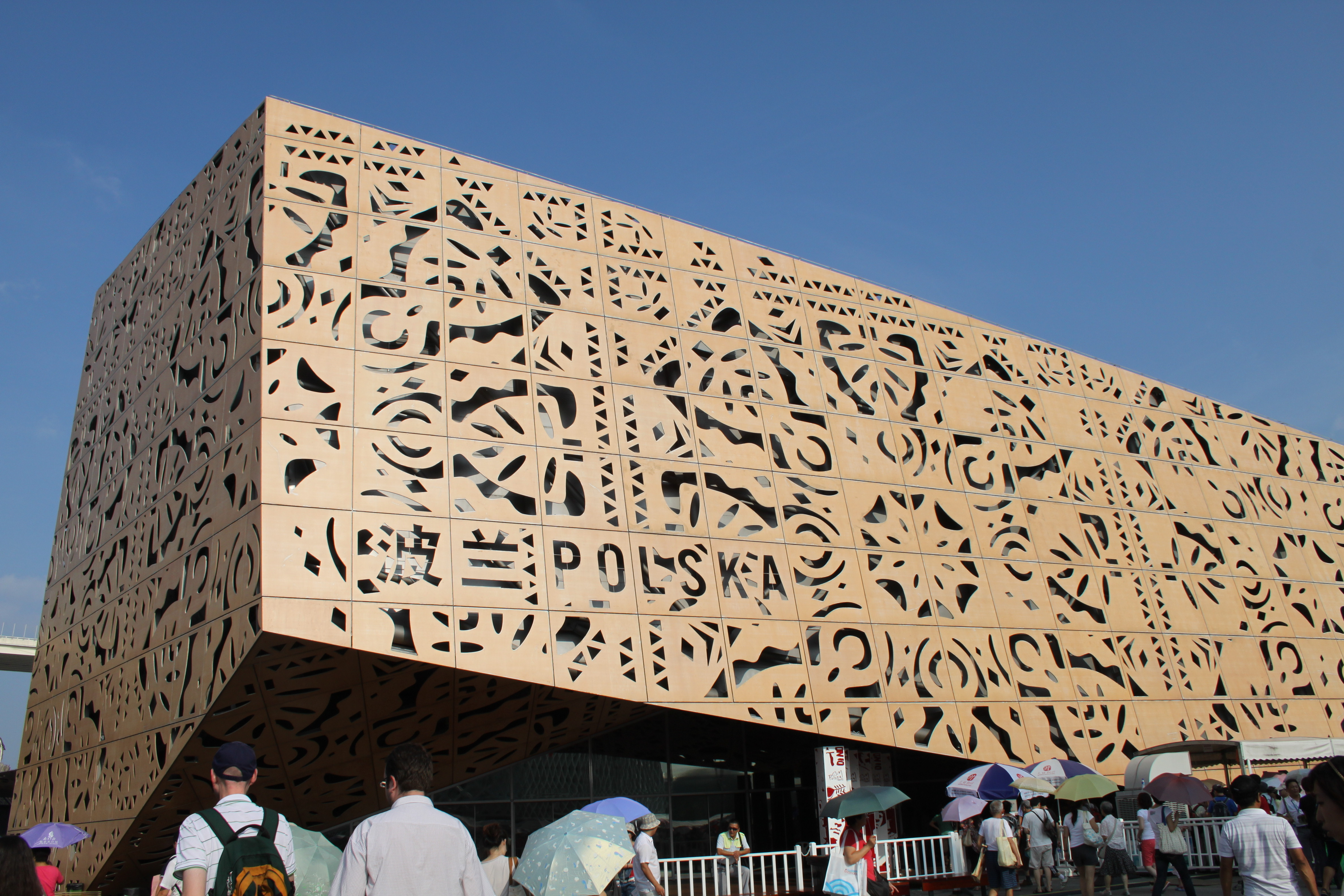
ポーランドのパビリオン

2010年に行われた上海国際博覧会でのポーランドのパビリオンは、ヴィチナンキのデザインを用いた物であった。

## ウクライナ
ヴィチナンキは15世紀末から16世紀初頭にウクライナで作られ始めた事が歴史的証拠から示唆されているが、草の根のレベルで実践されていた物が装飾に不可欠なレベルになるにはかなりの時間を要した。19世紀には、ウクライナの田園地帯の至る所に装飾用の切り絵が広がっていた。
「vytynanky」の言葉自体は20世紀初頭に流行したが、他にも「stryhuntsi」、「khrestyky」、「kvity」等の地域毎の呼び方も使われていた。題材となる形には多くの種類があり、ヒト、動物及び植物の様式化された形を表した。民族誌学者や美術史学者はヴィチナンキを研究し、芸術家はヴィチナンキの中にインスピレーションを求めた為に記事や随筆が公開され、ヴィチナンキが収集され始めた。その後ヴィチナンキは、ウクライナの伝統的な陶磁器や刺繍、絨毯等と並んで装飾や応用芸術の展覧会で展示される事になる。

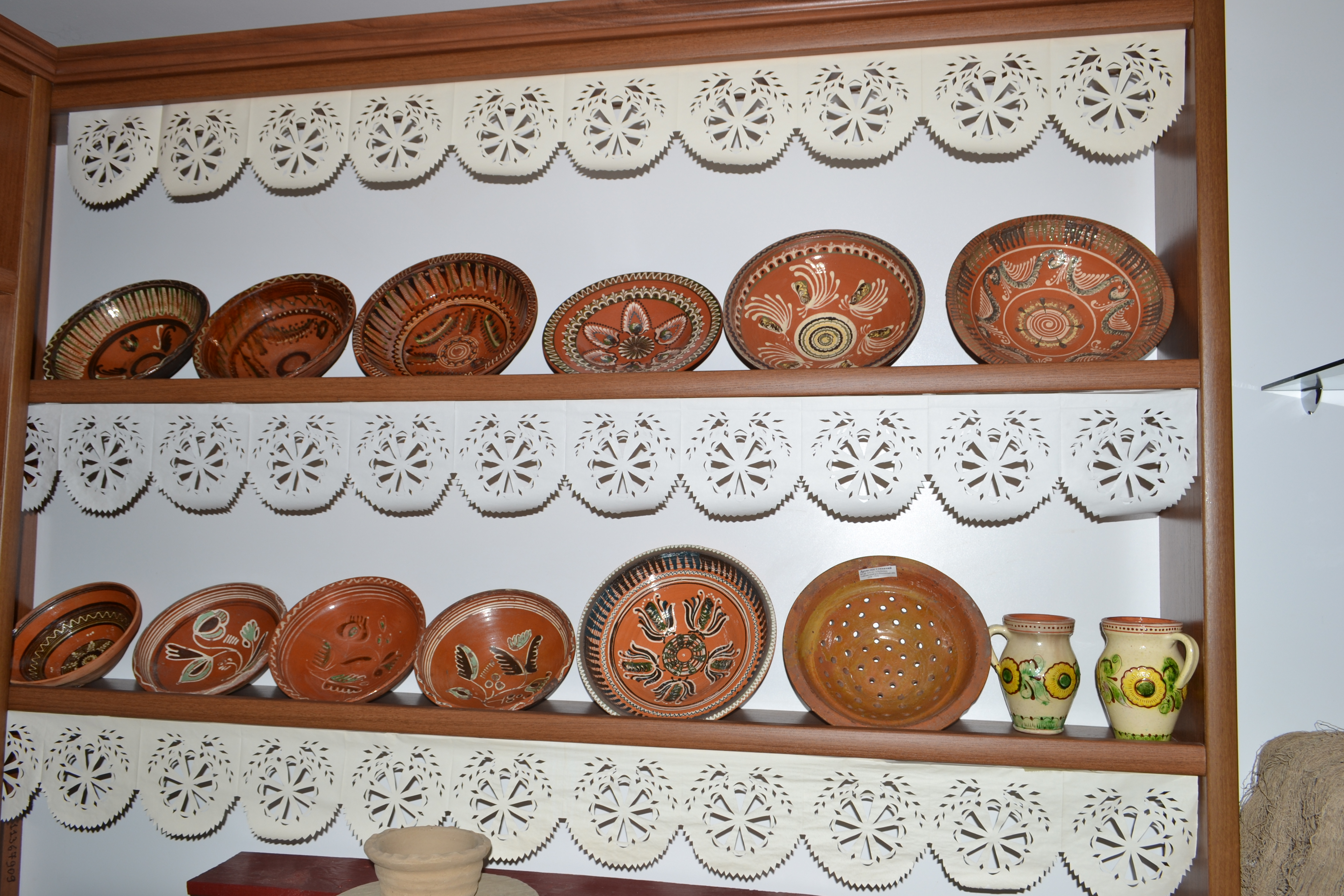
伝統的なお皿と共に

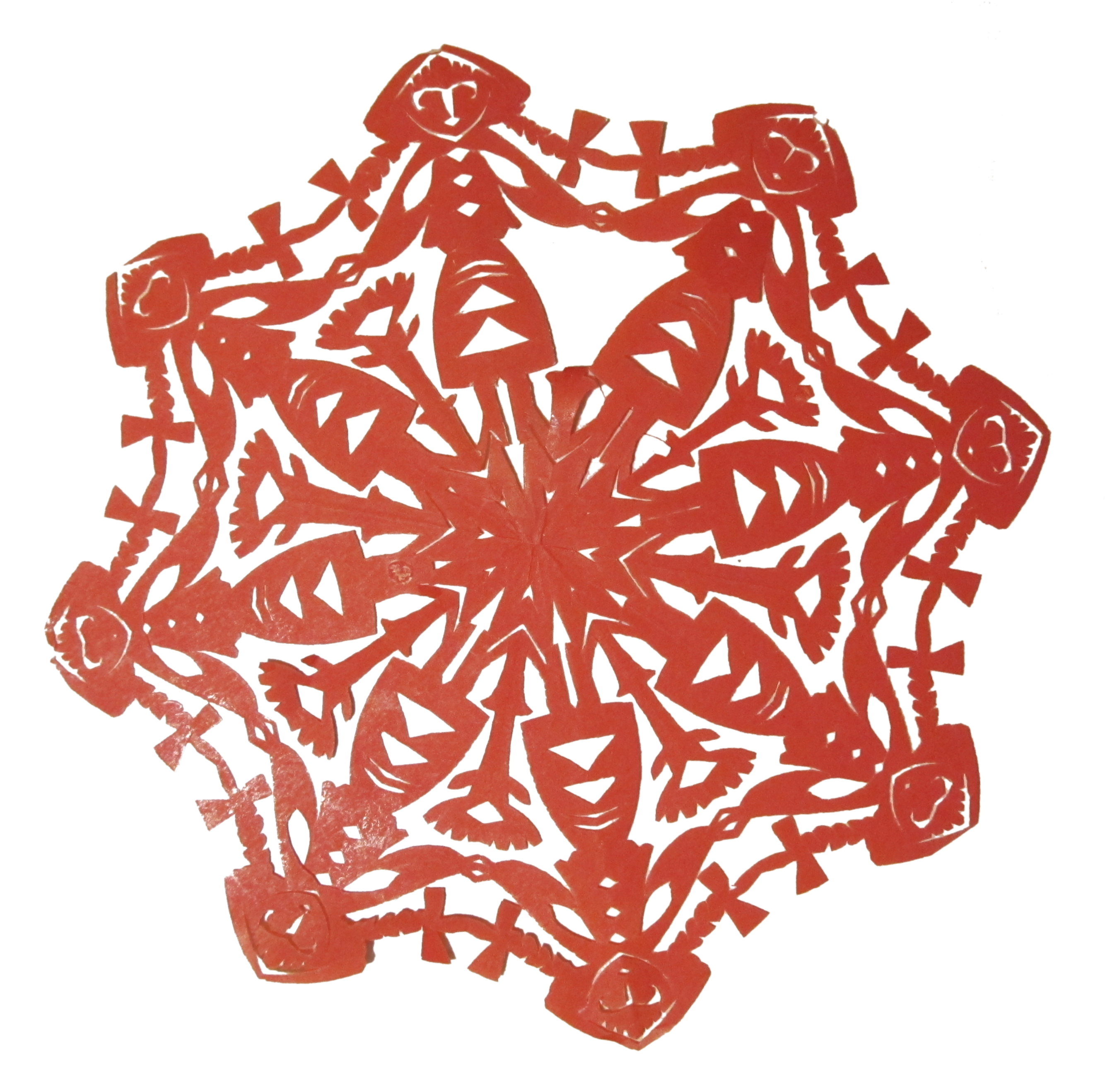
ホロボードをモチーフにした作品

祭や祝日の機会に作られたヴィチナンキは、日常で使用される物よりも凝ったデザインである。ヴィチナンキが要求されるクリスマスや復活祭では、天使や教会の形の切り絵が壁に顕著に貼られている。結婚の際には鳩、花、生命の木を象った物が見受けられる。